# Marína

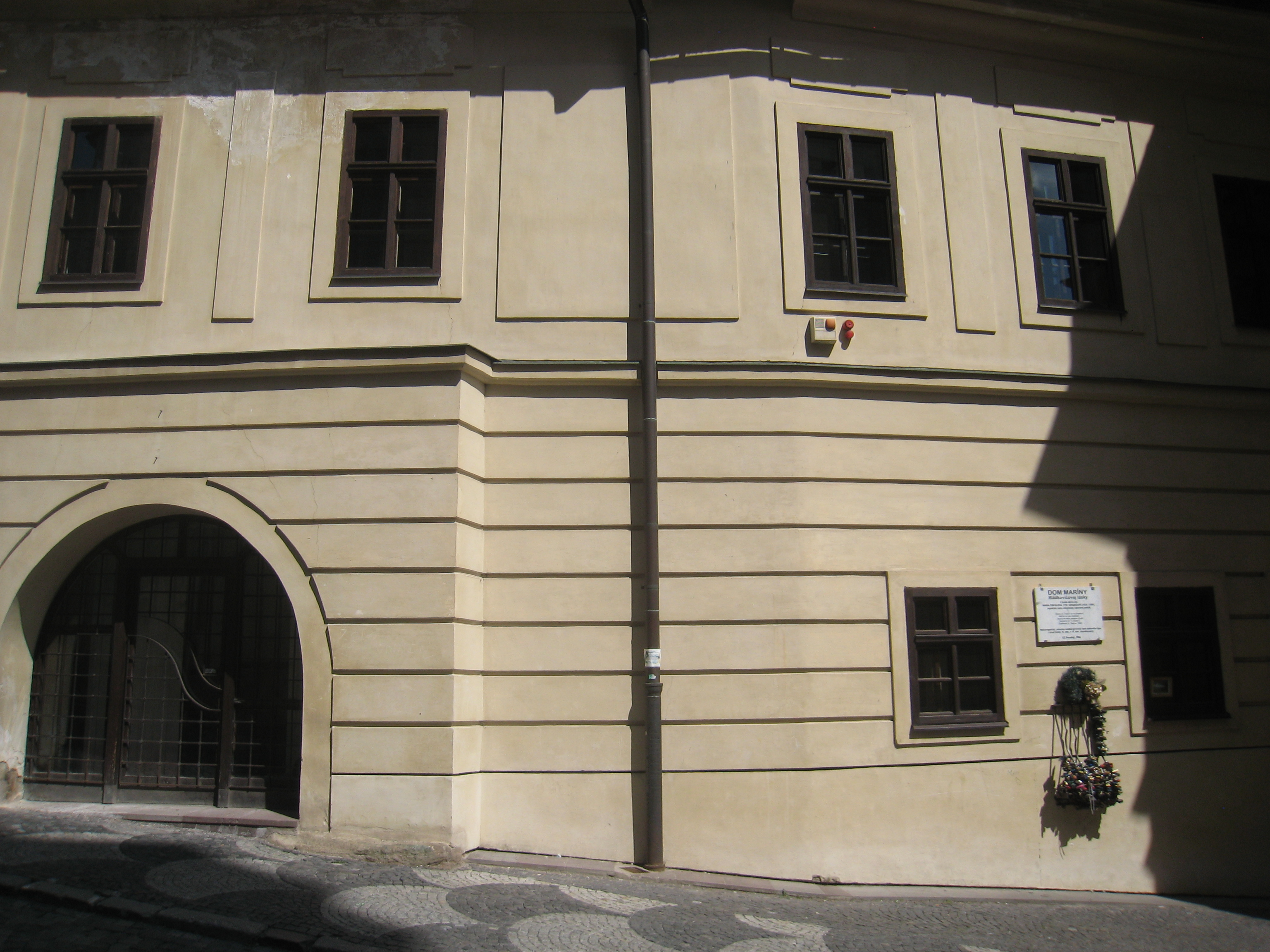
La casa in cui abitò Mária Pischlová, a Banská Štiavnica.

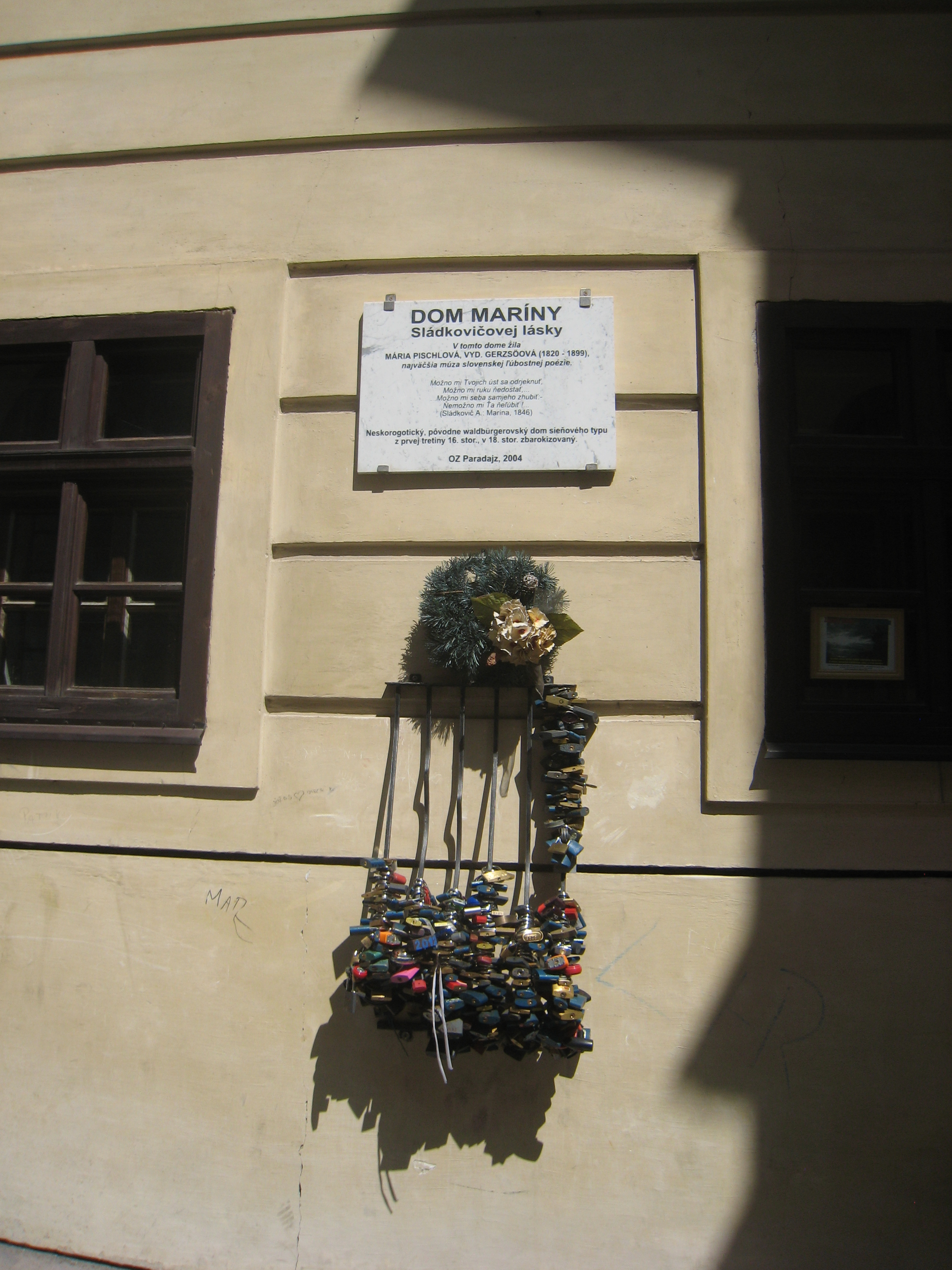
Dettaglio della memoria di Mária Pischlová, con un brano della poesia di Sládkovič.

Marína è la poesia più celebre del poeta romantico slovacco Andrej Sládkovič, che la compose nell'inverno del 1844 a Pest; fu pubblicata circa due anni più tardi (1846). La poesia presenta gli elementi della lirica d'amore e riflessiva; sono presenti anche gli elementi tipici della ballata popolare, che derivano dal suo amore sfortunato. Nel 1845 in una riunione dell'associazione Tatrín, fu ritenuta eccessivamente non-slava per i versi appassionati giudicati "lascivi".
La composizione è articolata in una dedica, seguita da 291 strofe di 10 versi. Ogni strofa è indipendente: cioè esprime un pensiero che si conclude con la strofa stessa.
Il tema principale della composizione è l'amore infelice dell'autore per la sua allieva Mária Pischlová, di cui si era innamorato nel 1839. Mária su richiesta dei genitori dovette sposare un ricco pasticcere. Sládkovič nella poesia ricorda anche luoghi geografici della Slovacchia, come ad esempio il monte Sitno e il fiume Hron. Associa anche l'amore di patria con l'amore per Marína.
(Andrej Sládkovič, Marína (strofa 73, versi 8-10))

## Musica
Nel 1948 il compositore Andrej Očenáš ne trasse musiche di scena.